# Élections sénatoriales de 1980 dans le Finistère
 (signalé en juillet 2025).
Si vous disposez d'ouvrages ou d'articles de référence ou si vous connaissez des sites web de qualité traitant du thème abordé ici, merci de compléter l'article en donnant les références utiles à sa vérifiabilité et en les liant à la section « Notes et références ».
- Archive Wikiwix
- Bing
- Cairn
- DuckDuckGo
- E. Universalis
- Gallica
- Google
- G. Books
- G. News
- G. Scholar
- Persée
- Qwant
- (zh) Baidu
- (ru) Yandex
- (wd) trouver des œuvres sur Wikidata

Les élections sénatoriales dans le Finistère ont lieu le dimanche 28 septembre 1980. Elles ont pour but d'élire les sénateurs représentant le département au Sénat pour un mandat de neuf années.

## Contexte départemental
Lors des élections sénatoriales du 27 septembre 1971 dans le Finistère, quatre sénateurs ont été élus selon un mode de scrutin majoritaire à deux tours : trois CD et un CNI : Louis Orvoën, André Colin, Édouard Le Jeune et Georges Lombard.

## Sénateurs sortants
André Colin (UDF-CDS) est mort en 1978, François Prigent (UDF-CDS) son suppléant le remplace.
| Sénateur | Sénateur         | Parti | Fonctions lors de l'élection en 1980                                                    |
| -------- | ---------------- | ----- | --------------------------------------------------------------------------------------- |
|          | Georges Lombard  | CNI   | Sortant, ancien député, conseiller général de Brest-4, maire de Brest                   |
|          | Louis Orvoën     | CD    | Sortant, conseiller général de Pont-Aven, maire de Moëlan-sur-Mer, ne se représente pas |
|          | Édouard Le Jeune | CD    | Sortant, conseiller général de Châteaulin, maire de Dinéault                            |
|          | François Prigent | CD    | Sortant, conseiller général de Saint-Pol-de-Léon                                        |

## Résultats
| Candidat et parti politique | Candidat et parti politique | Candidat et parti politique | Premier tour | Premier tour | Second tour | Second tour |
| Candidat et parti politique | Candidat et parti politique | Candidat et parti politique | Voix         | %            | Voix        | %           |
| --------------------------- | --------------------------- | --------------------------- | ------------ | ------------ | ----------- | ----------- |
|                             | Marc Bécam                  | RPR                         | 562          | 30,56        | 936         | 51,66       |
|                             | Marcel L'Aot                | PS                          | 508          | 27,62        | 581         | 32,06       |
|                             | Joseph Youinou              | PS                          | 505          | 27,46        | 546         | 30,13       |
|                             | Jean Peuziat                | PS                          | 493          | 26,81        | 533         | 29,42       |
|                             | Marie-Jacqueline Desouches  | PS                          | 496          | 26,97        | 541         | 29,86       |
|                             | Georges Lombard             | UDF                         | 492          | 26,75        | 933         | 51,49       |
|                             | Édouard Le Jeune            | UDF                         | 464          | 25,23        | 953         | 52,59       |
|                             | Alphonse Arzel              | UDF                         | 343          | 18,65        | 935         | 51,60       |
|                             | Jean-Yves Cozan             | UDF                         | 328          | 17,84        | Retrait     | Retrait     |
|                             | Pierre Stéphan              | UDF                         | 316          | 17,18        | 4           | 0,22        |
|                             | François Prigent            | UDF                         | 290          | 15,77        | 1           | 0,05        |
|                             | Alphonse Penven             | PCF                         | 253          | 13,76        | 243         | 13,41       |
|                             | Jean-Pierre Jeudy           | PCF                         | 250          | 13,60        | 236         | 13,02       |
|                             | Yvonne Lagadec              | PCF                         | 247          | 13,43        | 234         | 12,91       |
|                             | Joseph Argouarc'h           | PCF                         | 228          | 12,40        | 232         | 12,80       |
|                             | André Cheminant             | RPR                         | 232          | 12,62        | Retrait     | Retrait     |
|                             | Jean Sergent                | RPR                         | 232          | 12,62        | Retrait     | Retrait     |
|                             | Jacques de Menou            | RPR                         | 217          | 11,80        | Retrait     | Retrait     |
|                             | Jacques Le Cornec           | DIV                         | 196          | 10,66        | Retrait     | Retrait     |
|                             | Jean Hourmant               | CNIP                        | 188          | 10,22        | Retrait     | Retrait     |
|                             | Théophile Le Borgne         | CNIP                        | 188          | 10,22        | Retrait     | Retrait     |
|                             | Danièle Guéguéniat          | UDB                         | 43           | 2,34         | 38          | 2,10        |
|                             | Marie-Claire Corre          | UDB                         | 42           | 2,28         | 36          | 1,99        |
|                             | Madeleine Guilloux          | UDB                         | 41           | 2,23         | 36          | 1,99        |
|                             | Jeanine Rosec               | UDB                         | 41           | 2,23         | 36          | 1,99        |
|                             | Pierre Cadalen              | DIV                         | 18           | 0,98         | 1           | 0,05        |
|                             |                             |                             |              |              |             |             |
| Inscrits                    | Inscrits                    | Inscrits                    | 1 847        | 100,00       | 1 847       | 100,00      |
| Abstentions                 | Abstentions                 | Abstentions                 | 6            | 0,32         | 9           | 0,49        |
| Votants                     | Votants                     | Votants                     | 1 841        | 99,68        | 1 838       | 99,51       |
| Blancs et nuls              | Blancs et nuls              | Blancs et nuls              | 2            | 0,11         | 29          | 1,56        |
| Exprimés                    | Exprimés                    | Exprimés                    | 1 839        | 98,64        | 1 812       | 98,44       |